# Долмати-Ісайковські

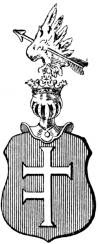
Герб роду Долматів-Ісайковських

Ісайковські, або Долмати-Ісайковські — шляхетський рід герба «Прус». Вони походили від боярина Каркушки, який у XV столітті володів маєтком Чигирі в Київському повіті. Від імені його сина Долмата утворене прізвище Долмати, а від маєтку Ісайки в Київському повіті — прізвище Ісайковські. На зламі XVI—XVII століть одна гілка роду переїхала з України до Великого князівства Литовського. Були православними, потім стали католиками.

## Відомі представники
- Каркушка
  - Долмат
    - Андрій Долмат
      - Іван Андрійович Долмат
        - Дмитро Іванович (? — між 1596 і 1599 рр.), одружений з Марією Кропоткою-Яловицькою, від якої отримав Яловичі та інші маєтки в Луцькому повіті .
          - Ян Дмитрович (? — до 4 квітня 1628 р., Вільнюс), писар скарбовий литовський, ключник і лісоруб віленський, підкоморій ошмянський.
            - Кароль Петро (? — 27 травня 1640), ошмянський підстолій і войський, великий литовський ловчий.
            - Францішек (1599 — до 31 травня 1654), канонік віленський, секретар короля Владислава IV, писар скарбовий литовський, кусташ віленський, регент великої литовської канцелярії, єпископ Смоленський.
            - Микола (? — з 28 травня 1665 по 2 квітня 1667), королівський дворянин, стольник упицький, ловчий великий литовський.
              - Ян (? — 1659), королівський дворянин, кашталян смоленський.

          - Григорій Дмитрович, стародубський хоружий (1621—1632). Фондував видання книги «Толкованіе на Апокалипсисъ святого Андрея Кесарійского» (Київ, 1625). Землеволодіння Г. Долмата розміщувалися на теренах Пінського повіту Берестейського воєводства та Стародубського повіту Смоленського воєводства. Був одружений з Катериною Зубрицькою[1].

    - Матвій Долмат
      - Богдан Матвійович Долмат, земянин клецький королівської Бони, справник староства Рогачевського, 1552 р.
        - Костянтин Богданович Долмат (? — бл. 1625), меценат, був одружений з Анною Юрковською. Щедро допомагав друкарні Києво-Печерської лаври. Фондував видання книги Івана Золотоустого «БесЂды на дЂянія святых апостол» (Київ, Лаврська друкарня, 1624 та 1625), «Псалтир» (1624) з передмовою Йосифа Кириловича[2]. У Псалтирі 1624 року видання Тарасій Земка умістив вірші на герба панів Долматів[3].